# Aristoteles-universitetet i Thessaloniki
Aristoteles-universitetet i Thessaloniki(græsk: Αριστοτέλειο Πανεπιστήμιο Θεσσαλονίκης) er ét af to universiteter i Grækenlands næststørste by, Thessaloniki. Det har navn efter filosoffen Aristoteles, som blev født i Stageira, 55 km. øst for Thessaloniki. Med sine 40.000(2014) studerende er det landets næststørste.
Universitetet blev, som landets andet, grundlagt i 1925. Det optager 230.000 kvm. i byens centrum på et areal, som tidligere var jødisk kirkegård.

## Uddannelser
| Fakulteter                                    | Uddannelser |
| --------------------------------------------- | --- |
| Videnskabsfakultetet                          | - Matematik - Fysik - Biologi - Kemi - Geologi - IT |
| Fakultet for tekniske videnskaber             | - Elektro- og IT-ingeniører - Maskiningeniører - Arkitektur - Civilingeniører - Kemi - Landinspektører - Fysisk planlægning og udvikling                                         |
| Fakultet for sundhedsvidenskab                | - Medicin - Farmakologi - Tandlæge - Veterinær |
| Fakultet for humaniora                        | - Filosofi - Historie og arkæologi - Pædagogik - Engelsk sprog og litteratur - Fransk sprog og litteratur - Tysk sprog og litteratur - Italiensk sprog og litteratur - Psykologi |
| Juridisk fakultet                             | - Jura |
| Fakultetet for landbrug, skovdrift og natur   | - Agronom - Forstvæsen og naturmiljø |
| Fakultet for læreruddannelser                 | - Førskoleundervisning - Folkeskoleundervisning |
| Fakultet for legemsøvelser og idrætsvidenskab | - Legemsøvelser og idrætsvidenskab (afd. i Thessaloniki) - Legemsøvelser og idrætsvidenskab (afd. i Serres)                                                                      |
| Fakultetet for kunst                          | - Teateruddannelser - Filmskole og filmvidenskab - Musikstudier - Kunstakademiet                                                                                                 |
| Fakultetet for økonomi og samfundsvidenskab   | - Økonomi - Samfundsvidenskab - Journalistik og medievidenskab |
| Teologisk fakultet                            | - Teologiske studier - Menigheds- og social teologi |